# ジョーダン・トルナリガ
ジョーダン・トルナリガ（Jordan Torunarigha, 1997年8月7日 - ）は、ドイツ・ケムニッツ出身のサッカー選手。KAAヘント所属。ナイジェリア代表。ポジションは、ディフェンダー。

## 経歴

### 生い立ち
父親は元サッカーナイジェリア代表のオジョコジョ・トルナリガで、父親がケムニッツFCに在籍していたときに当地で生まれた。

### ヘルタ・ベルリン
2006年からヘルタ・ベルリンのユースチームでプレーし、2016年12月にプロ契約を結んだ。プレーを始めた当初はフォワードだったが、U-15チームからディフェンダーにコンバートされた。2017年2月のFCインゴルシュタット04戦でロスタイムから途中出場しトップチームデビュー。2017年4月のボルシアMG戦で欠場したマルヴィン・プラッテンハルトに代わり初スタメン。5月のSVダルムシュタット98で初ゴール。

### KAAヘント
2022年1月28日、KAAヘントにシーズン終了までのレンタルで移籍した。7月19日、KAAヘントに完全移籍した。